# Big Bang 03
Big Bang 03 também conhecido como Big Bang Third Single, é o segundo single em formato de álbum single do grupo sul-coreano Big Bang. O seu lançamento ocorreu em 21 de novembro de 2006 através da YG Entertainment, composto por cinco canções, incluindo sua faixa título dupla: "Forever With You" e "Good Bye Baby".
Após o lançamento de Big Bang 03, o mesmo atingiu a posição de número sete na parada mensal da Miak Albums Chart, tornando-o terceiro lançamento do grupo recém-lançado a posicionar-se dentro de seu top 8. Posteriormente, Big Bang 03 se estabeleceu em número 52 em sua respectiva parada anual. 

## Antecedentes e lançamento
Após dois meses do lançamento de Big Bang is V.I.P, o Big Bang continuou a lançar, a fim de preceder seu primeiro álbum de estúdio, o seu terceiro e último single Big Bang 03. Ao contrário de seus antecessores, o mesmo foi composto em seu formato físico de apenas CD, tendo sido lançado em 21 de novembro de 2006. Sua lista de faixas inclui cinco canções, como as faixas título "Forever With You" e "Good Bye Baby",  além de "Try Smiling", uma canção solo de Daesung.

## Faixas e formatos
| Big Bang 03 – Edição padrão |                                                     |                          |                          |                          |         |  |
| N.º                         | Título                                              | Letras                   | Música                   | Arranjos                 | Duração |  |
| 1.                          | "Victory (Intro)"                                   | G-Dragon                 | G-Dragon, Brave Brothers | G-Dragon, Brave Brothers | 1:52    |  |
| 2.                          | "Big Bang"                                          | G-Dragon                 | Perry                    | Perry                    | 3:26    |  |
| 3.                          | "Forever With U" (com participação de Park Bom)     | G-Dragon, T.O.P          | Brave Brothers           | Brave Brothers           | 3:39    |  |
| 4.                          | "Good Bye Baby"                                     | Taeyang, G-Dragon, T.O.P | Perry, Brave Brothers    | Perry, Brave Brothers    | 3:32    |  |
| 5.                          | "Try Smiling" (웃어본다; Useo Bonda) (Daesung solo) | An Young Min             | Lee Ryu Won              | Lee Ryu Won              | 4:13    |  |
| Duração total:              | Duração total:                                      | Duração total:           | Duração total:           | Duração total:           | 16:40   |  |

## Desempenho nas paradas musicais
O lançamento de Big Bang 03 na Coreia do Sul, estreou em seu pico de número sete na parada mensal da Miak Albums Chart, obtendo vendas de 24,100  mil cópias no mês de novembro de 2006. Mais tarde, posicionou-se em número 52 em sua respectiva parada anual com vendagem de 26,284 mil cópias. Até fevereiro de 2007, Big Bang 03 já havia vendido o equivalente a 29,138 mil cópias no país.

### Posições
| Paradas (2006)                             | Melhor posição |
| ------------------------------------------ | -------------- |
| Coreia do Sul (Miak Monthly Albums Chart)  | 7              |
| Coreia do Sul (Miak Year-end Albums Chart) | 52             |

## Histórico de lançamento
| Região        | Data                   | Formato             | Gravadora                       |
| ------------- | ---------------------- | ------------------- | ------------------------------- |
| Coreia do Sul | 21 de novembro de 2006 | CD download digital | YG Entertainment Yedang Company |